# Troféu Joan Gamper de 2017
O Troféu Joan Gamper de 2017 foi a quinquagésima segunda edição deste torneio internacional de futebol interclubes, de caráter amistoso e, como em todas as edições, teve como país-anfitrião a Espanha. A competição foi disputada em agosto, e o adversário do Barcelona foi a Chapecoense do Brasil. O convite surgiu dias após o acidente aéreo que vitimou quase toda a equipe, comissão técnica e dirigentes da Chapecoense, como forma de homenagem às 71 vítimas da tragédia e de colaboração para a reconstrução institucional e esportiva do clube. A última participação de um clube brasileiro havia sido em 2013, com a segunda participação do Santos. Flamengo, Vasco da Gama, Botafogo e Internacional são as outras equipes do país que já disputaram o troféu.

## Jogo
| 7 de agosto de 2017 | Barcelona                                                              | 5 – 0     | Chapecoense | Camp Nou, Barcelona                            |
| 15:30 (UTC-3)       | Deulofeu 6' · Busquets 11' · Messi 28' · L. Suárez 55' · D. Suárez 74' | Relatório |             | Público: 64 705 Árbitro: ESP Álvarez Izquierdo |

| Barcelona | Chapecoense |

| G                | 1  | Marc-André ter Stegen |  | 46' |
| LD               | 22 | Aleix Vidal           |  | 78' |
| Z                | 3  | Gerard Piqué          |  | 77' |
| Z                | 23 | Samuel Umtiti         |  | 61' |
| LE               | 18 | Jordi Alba            |  | 77' |
| MC               | 4  | Ivan Rakitić          |  | 77' |
| MC               | 5  | Sergio Busquets       |  | 78' |
| MC               | 8  | Andrés Iniesta        |  | 62' |
| A                | 10 | Lionel Messi          |  | 78' |
| A                | 9  | Luis Suárez           |  | 77' |
| A                | 16 | Gerard Deulofeu       |  | 46' |
| Reservas:        |    |                       |  |     |
| G                | 13 | Jasper Cillessen      |  | 46' |
| MC               | 6  | Denis Suárez          |  | 46' |
| Z                | 14 | Javier Mascherano     |  | 61' |
| MC               | 20 | Sergi Roberto         |  | 62' |
| Z                | 26 | Marlon                |  | 77' |
| A                | 17 | Paco Alcácer          |  | 77' |
| LE               | 19 | Lucas Digne           |  | 77' |
| MC               | 27 | Sergi Samper          |  | 77' |
| LD               | 2  | Nélson Semedo         |  | 78' |
| A                | 29 | Munir El Haddadi      |  | 78' |
| MC               | 30 | Carles Aleñá          |  | 78' |
| Técnico:         |    |                       |  |     |
| Ernesto Valverde |    |                       |  |     |

| G                 | 12 | Elias               |     | 76'     |
| LD                | 22 | Apodi               |     | 76'     |
| Z                 | 21 | Luiz Otávio         |     | 81'     |
| Z                 | 80 | Victor Ramos        |     | 81'     |
| LE                | 6  | Reinaldo            |     |         |
| MC                | 5  | Moisés Ribeiro      |     | 66'     |
| MC                | 28 | Alan Ruschel        |     | 36'     |
| MC                | 30 | Neném               |     | 46'     |
| MC                | 25 | Lucas Mineiro       | 69' | 84'     |
| MC                | 32 | Lourency            |     | 40'     |
| A                 | 9  | Wellington Paulista |     | 46'     |
| Reservas:         |    |                     |     |         |
| MC                | 23 | Fernando Guerrero   |     | 36' 73' |
| A                 | 7  | Cristian Penilla    |     | 40' 89' |
| A                 | 10 | Túlio de Melo       |     | 46'     |
| A                 | 70 | Nádson              |     | 46' 63' |
| MC                | 37 | Moisés Gaúcho       |     | 63'     |
| MC                | 11 | Luiz Antônio        |     | 66'     |
| A                 | 17 | Arthur              |     | 73'     |
| LD                | 92 | Emilio Zeballos     |     | 76'     |
| G                 | 1  | Artur Moraes        |     | 76'     |
| Z                 | 3  | Victor Ramos        |     | 81'     |
| Z                 | 14 | Fabrício            |     | 81'     |
| Z                 | 87 | Khevin              |     | 84'     |
| M                 | 31 | Dodô                |     | 89'     |
| Técnico:          |    |                     |     |         |
| Vinícius Eutrópio |    |                     |     |         |

| Homem do Jogo: Sergio Busquets (Barcelona) Bandeirinhas: Barranco Trejo Méndez Mateo Quarto árbitro: Calderiña Pavón |

### Estatísticas
| Geral               | Barcelona | Chapecoense |
| ------------------- | --------- | ----------- |
| Gols marcados       | 5         | 0           |
| Finalizações totais | 9         | 2           |
| Finalizações no gol | 7         | 0           |
| Posse de bola       | 67%       | 33%         |
| Escanteios          | 5         | 0           |
| Faltas cometidas    | 8         | 4           |
| Impedimentos        | 3         | 2           |
| Pênaltis            | 1         | 0           |
| Cartões amarelos    | 0         | 1           |
| Cartões vermelhos   | 0         | 0           |